# Vaginale Pilzinfektion

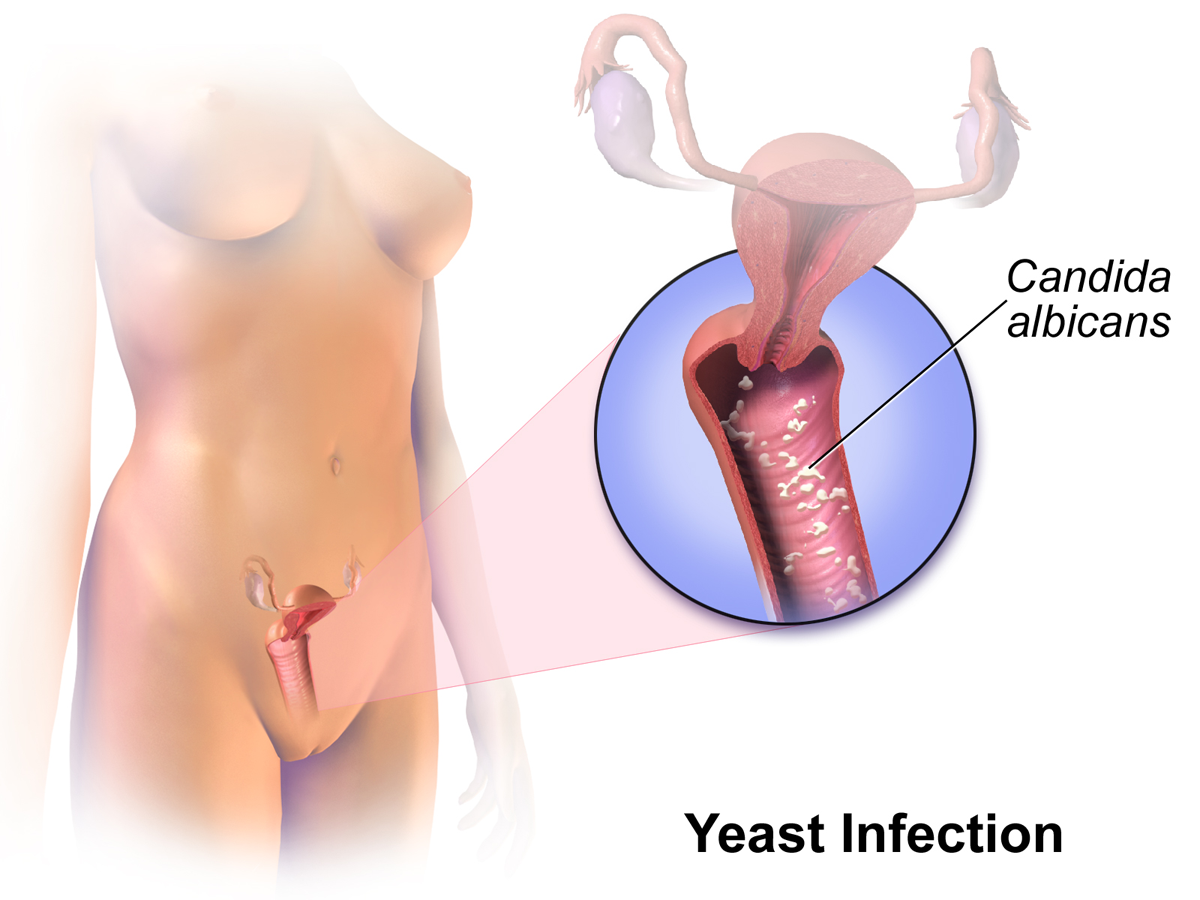
Vaginale Pilzinfektion

Als vaginale Pilzinfektion, Vaginalmykose oder vaginale Mykose bezeichnet man eine Infektion der Scheide mit Pilzen. Umgangssprachlich wird sie einfach Scheidenpilz genannt. Sie wird fast immer vom Hefepilz Candida albicans oder engen Verwandten des Genus Candida verursacht, es handelt sich also meistens um eine Vaginalkandidose. Die Erkrankung wird auch als Vaginalsoor oder Soorkolpitis bezeichnet. Wenn die Vulva mitbetroffen ist, spricht man von Vulvovaginalmykose oder Vulvovaginitis candidomycetica. In ihrer rezidivierenden Form stellt sie ein epidemiologisch bedeutsames Krankheitsbild dar und kann mit einem nicht geringen Leidensdruck einhergehen.

## Häufigkeit
Die Häufigkeit von Scheidenpilzerkrankungen liegt zwischen 10 und 30 %. Während der Schwangerschaft sind Vaginalmykosen häufiger, vor der Pubertät oder nach den Wechseljahren dagegen deutlich seltener. 75 bis 80 % der Frauen weltweit bekommen einmal im Leben eine Vaginalmykose, 9 % machen vier oder mehr solcher Erkrankungen im Jahr durch.

## Ursachen

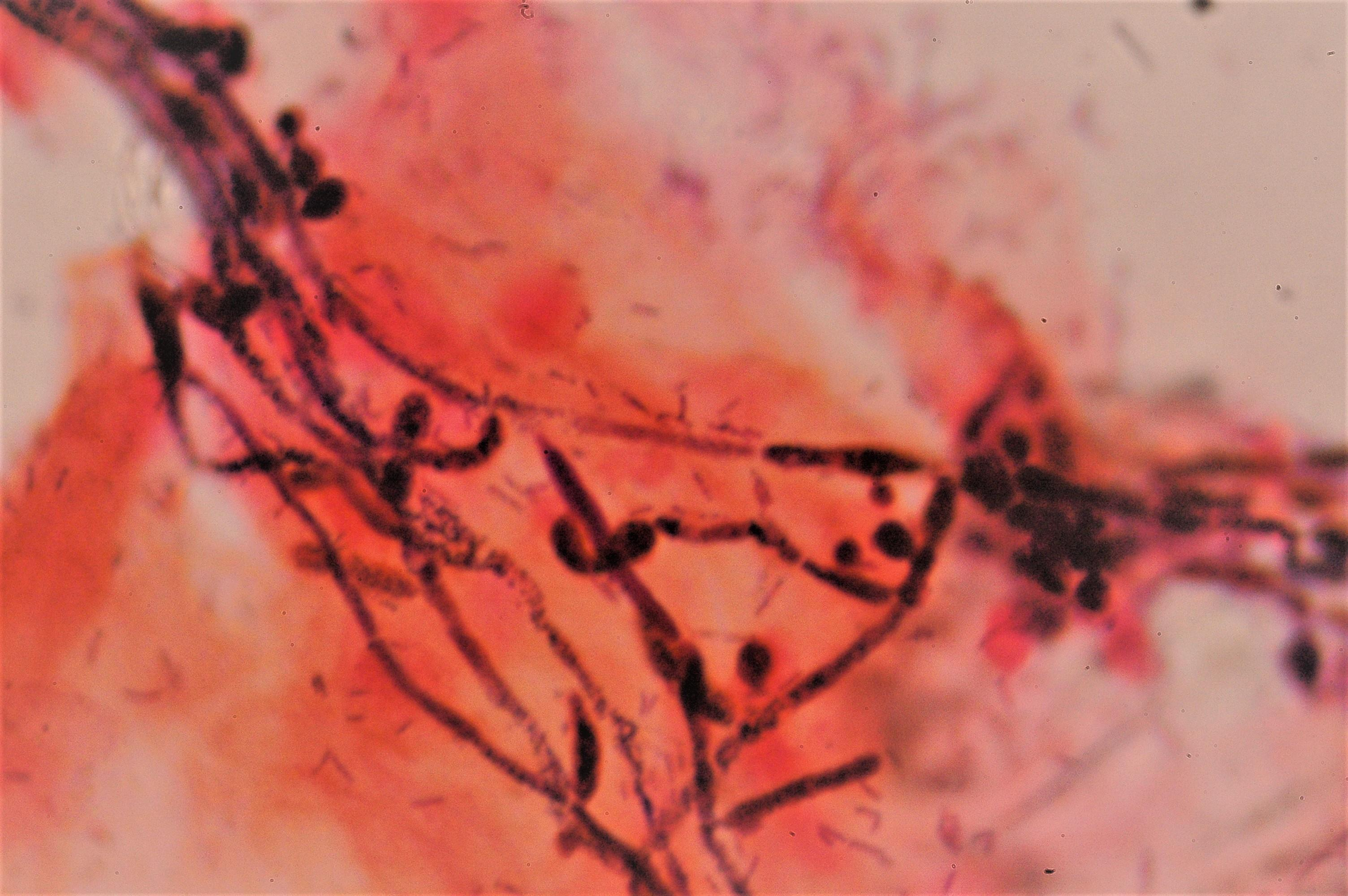
Pseudohyphen von Candida albicans umgeben von Vaginalzellen in der Gram-Färbung

Der häufigste Auslöser einer Vaginalmykose ist der Hefepilz Candida albicans, der für etwa 90 % aller Erkrankungen verantwortlich ist. Weitere Verursacher sind Candida glabrata (Syn. Nakaseomyces glabratus), Candida krusei (Syn. Pichia kudriavzevii), Candida guilliermondii, Candida tropicalis, Candida kefyr und Candida parapsilosis.
Die Besiedelung der Scheide erfolgt über Schmierinfektionen aus dem Darm oder der Mundhöhle. Die Hefen gelten als harmlose Besiedler der Schleimhäute und lösen nur unter bestimmten Umständen eine Erkrankung aus. Die Zellen der angeborenen Immunität sorgen über Phagozytose und antimikrobielle Mechanismen für eine Reinigung der Schleimhaut. Darüber hinaus bilden Immunzellen entzündungsfördernde Zytokine, welche die natürliche und erworbene Immunität aktivieren und einen Langzeitschutz vor solchen Infektionen bieten. Bei Gesunden bieten diese Mechanismen eine schützende Immunität, welche zur Abwehr der Hefepilze und zur Heilung führen. Bei Frauen mit einer Pilzinfektion versagen diese Schutzmechanismen. Hier kommt es zu einer starken Aktivierung der Zellen des Vaginalepithels und der NLRP3-Inflammasomen in den Makrophagen. Die einwandernden Neutrophilen Granulozyten sind nicht in der Lage, diese Infektion zu beseitigen, vielmehr kommt es zu einer immunpathologischen Gewebszerstörung. Die Vaginalschleimhaut ist vor allem durch die Scheidenflora, vor allem Döderlein-Bakterien besiedelt, welche den pH-Wert des Scheidenmilieus durch die Bildung von Milchsäure herabsetzen. Die Milchsäure interagiert mit den Candida-Arten und beeinflusst die Erreger-Wirt-Wechselwirkungen.
Begünstigende Faktoren sind hohe Östrogenspiegel oder auch die Einnahme östrogenhaltiger Verhütungsmittel. Im Cytosol von Candida-Arten kommen Östrogenrezeptoren vor, welche die Anheftung (Kolonisation) an die Vaginalschleimhaut fördern. Zudem wird unter Östrogeneinfluss mehr Glykogen gebildet, was den Hefen als Substrat dient.
Weitere begünstigende Faktoren sind Allgemeinerkrankungen, Zuckerkrankheit, AIDS und andere das Immunsystem beeinträchtigende Krankheiten sowie Medikamente wie Zytostatika, Immunsuppressiva und die normale Scheidenflora störende Breitbandantibiotika. Auch enge Kleidung oder Unterwäsche aus synthetischen Materialien werden als begünstigende Faktoren diskutiert.

## Symptome
Typische Anzeichen einer vaginalen Pilzinfektion sind ein weißer, beim Zerreiben auffällig bröckelnder, weitgehend geruchsneutraler Ausfluss aus der Scheide, verbunden mit Juckreiz der Vulva. Juckreiz ist das verlässlichste Symptom, in leichten Fällen manchmal auch das einzige. Häufig finden sich eine Rötung des Scheideneingangs sowie nicht abwischbare, weiße Beläge auf der Vaginalschleimhaut, die Soorbeläge genannt werden.
Ist die Vulva mit betroffen, ist das klinische Bild variabler. Es kann sich in kleinen Eiterbläschen mit gerötetem Hof (vesikulöse Form), Schwellung und Rötung mit schuppiger Umrandung (diffus-ekzematoide Form), Pusteln und Papeln der Schamhaarfollikel (follikuläre Form) oder bereits im Kindesalter beginnenden granulomatösen, warzenähnlichen, hyperkeratotischen Veränderungen (Candida-Granulom) äußern. In Verbindung mit Wundheit kann es zu Schmerzen beim Geschlechtsverkehr und Schmerzen beim Wasserlassen kommen. Die Symptome ähneln einer bakteriellen Scheideninfektion, außerdem kommen Mischinfektionen durch Pilze und Bakterien vor.

## Einteilung
Nach der Häufigkeit des Eintretens werden folgende Formen unterschieden:
- Akute Vaginalkandidose: einmalig
- Persistierende Vaginalkandidose: trotz Behandlung weiter klinische Symptome und Nachweis der gleichen Candida-Art
- Rezidivierende Vaginalkandidose: erneutes Auftreten nach erfolgreicher Behandlung
- Chronisch-rezidivierende Vaginalkandidose: mindestens viermalig im Jahr auftretende Erkrankung nach jeweils erfolgreicher Behandlung

Nach dem klinischen Bild unterscheidet man:
- Kolonisation: nur Besiedlung ohne klinische Symptome, also auch keine Erkrankung
- Latente Vaginalkandidose: Besiedlung ohne Beschwerden
- Leichte Vaginalkandidose: Juckreiz, Ausfluss, aber keine Scheidenentzündung
- Mittelschwere Vaginalkandidose: Juckreiz, Ausfluss, Scheidenentzündung; im Ausstrich Leukozyten
- Schwere Vaginalkandidose: Juckreiz, Ausfluss, nekrotisierende Scheidenentzündung; im Ausstrich Leukozyten

## Diagnostik

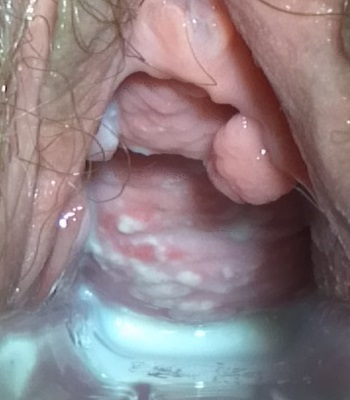
Untersuchung mit einem Spekulum: dicke Beläge auf der Scheidenwand, in der Bildmitte ist die Rötung der Schleimhaut an den Stellen, an denen der Belag entfernt wurde, sichtbar

Die mikroskopische Untersuchung eines Nativpräparates erlaubt in vielen Fällen bereits eine Diagnose. Allerdings kann in 20–30 % der Fälle das Nativpräparat unauffällig sein. Daher ist bei unklarem oder negativem mikroskopischen Befund eine Pilzkultur angezeigt. Eine Pilzkultur ist auch notwendig, wenn der Verdacht auf andere Erreger als Candida albicans besteht. Eine prophylaktische Untersuchung durch einen Abstrich sollte ab der 34. Schwangerschaftswoche erfolgen.

## Behandlung
Die Behandlung von andauernden oder häufig wiederkehrenden vulvovaginalen Pilzinfektionen erfolgt durch einen Frauenarzt. Je nachdem, ob eine unkomplizierte oder eine komplizierte akute Infektion oder eine rezidivierende oder chronische Infektion vorliegt, kommen unterschiedliche Therapiepläne in Frage. Antimykotika in der Darreichungsform pilzabtötender Vaginaltabletten, Vaginalzäpfchen und Vaginalcremes stehen zur lokalen Therapie zur Verfügung. Sie enthalten Clotrimazol, Econazol, Miconazol, Nystatin, Amphotericin B, Ciclopiroxolamin, Natamycin oder Oxiconazol als Wirkstoff. Auch eine systemische Therapie mit Fluconazol oder Itraconazol ist möglich, allerdings auch die kostenintensivste Therapieform, weshalb sie bei unkomplizierten Vaginalmykosen keine Anwendung findet und nur bei Versagen der lokalen Anwendung durchgeführt wird. Bei Schwangeren ist die lokale Behandlung immer zu bevorzugen, der Nachweis von Candida nach der 34. Schwangerschaftswoche sollte auch ohne klinische Symptome behandelt werden, um eine Infektion des Neugeborenen mit diesen Hefepilzen zu verhindern.
Bei häufig wiederkehrenden oder therapieresistenten Infektionen ist eine systemische, bei Vulvovaginalmykosen mehrstufige Behandlung mit oral anzuwendenden Medikamenten erforderlich. Hier kann eine Langzeitbehandlung über sechs Monate oder eine orale und lokale Einmalbehandlung alle ein bis vier Wochen versucht werden.
Mitbehandlung des Partners wird heute für akute Vaginalpilzinfektionen nicht mehr generell empfohlen. In Fällen wiederkehrender Infektionen kann eine Mitbehandlung durchgeführt werden, um das Risiko einer gegenseitigen Neuansteckung zu minimieren. Da die Pilze bei fast allen Menschen zur normalen Haut- und Darmflora gehören, kann man eine neue Infektion nicht ausschließen.
Zur rezeptfreien Selbstbehandlung werden säurehaltige Tabletten oder Döderlein-Präparate mit verschiedenen Milchsäurebakterien in Form von Kapseln, Gelen oder Suppositorien in Apotheken angeboten. Zur Behandlung einer bereits bestehenden Infektion sind diese Mittel jedoch nicht ausreichend. Diese Präparate dienen der Wiederherstellung einer intakten Scheidenflora. Sie können nach erfolgreicher Behandlung mit einem Antimykotikum die Wahrscheinlichkeit eines Rückfalls meist deutlich verringern. Orale oder vaginal verabreichte Probiotika auf der Basis von Milchsäurebakterien haben einen günstigen Effekt auf vaginale Pilzinfektionen.
Als Hausmittel gilt Naturjoghurt, der in die Vagina eingebracht wird. Dieser kann die Symptome allenfalls kurz lindern. Da der pH-Wert damit jedoch nicht in den für das Wachstum der Döderlein-Bakterien sauren Bereich gebracht wird und die Pilze nicht beseitigt werden, bleibt die Infektion weiterhin bestehen. Ebenso wurde Buttermilch lange Zeit als Hausmittel propagiert. Eine Mischung aus Joghurt und Honig hatte in einer randomisierten Studie einen positiven Effekt. Die lokale Anwendung von Joghurt wird von den meisten Gynäkologen abgelehnt.
Bei Pflegebedürftigen sollte mehrmals täglich Intimpflege durchgeführt werden, vor allem bei Inkontinenten. Die Reinigung erfolgt mit Einwegmaterialien und von Vulva Richtung Anus, um eine Verschleppung von Hefen in den Intimbereich zu vermeiden. Kochbare Unterwäsche oder Einweg-Slips vermindern das Risiko von wiederholten Infektionen.

## Vorbeugung
Eine Reihe von Maßnahmen gilt als wirkungsvoll hinsichtlich der Vorbeugung vor Pilzinfektionen der Vagina, so etwa der Verzicht auf Seife, Duschgel, Bodylotion, Badezusätze, Intimspray etc. im Intimbereich, insbesondere die Vermeidung des Kontakts solcher Pflegemittel mit der Schleimhaut der Vulva und des Scheideneingangs. Die waschaktiven Substanzen alkalischer Seifen und der nur schwach saure pH-Wert sogenannter „pH-neutraler“ Waschstücke und Waschlotionen mit einem pH-Wert von 5,5 verändern beim Waschen der Vulva das natürliche saure Scheidenmilieu und schädigen durch die Erhöhung des pH-Wertes die gesunde mikrobielle Besiedlung der Vagina. Spezielle Intimwaschlotionen auf Milchsäurebasis mit einem pH-Wert von 3,5, der bei Anwendung auf den physiologischen Wert von 4 bis 4,5 steigt, sind zum Waschen des äußeren Genitals geeignet. Nicht vom Facharzt angeordnete Spülungen der Vagina sind zu unterlassen, da sie die Scheidenflora schädigen. Nach dem Waschen (mit oder ohne Intimwaschlotion) sind die Vulva und der äußere Bereich des Scheideneingangs sowie der Anus in der Dusche oder auf einem Bidet von vorne nach hinten mit fließendem klarem Wasser abzuspülen.
Hygienische Maßnahmen umfassen ferner die Vermeidung des Einbringens von Candida-Keimen in die Vagina, dazu gehört die sorgfältige Reinigung des Analbereichs nach jedem Stuhlgang von vorne nach hinten, da Candida ein häufiger, in der Regel harmloser Bewohner des Darms ist. Ist der Partner Träger von Candida-Arten bieten Kondome und der Verzicht auf Oralverkehr ausreichenden Schutz. Wäsche aus luft- und wasserdampfdurchlässigen (sogenannten „atmungsaktiven“) Materialien wie beispielsweise Seide, Baumwolle und Viskose und der weitgehende Verzicht auf Wäscheeinlagen mit Kunststofffolie wirken einem Wärme- und Feuchtigkeitsstau entgegen, welcher die Keimvermehrung begünstigen würde.
Die vorbeugende Anwendung von Arzneimitteln, die Milchsäure- oder Döderlein-Bakterien enthalten, soll insbesondere bei Frauen, die wiederholt unter Pilzinfektionen leiden, über die Stabilisierung der physiologischen Scheidenflora deren natürliche Abwehrfunktion gegenüber pathogenen Keimen erhalten und stärken.
Zur vorbeugenden Behandlung von rezidivierenden bakteriellen Scheidenentzündungen steht unter anderem eine dreimalige Impfung mit abgetöteten, inaktivierten Keimen von acht spezifizierten Lactobacillus-Stämmen (Handelsname „Gynatren“) zur Verfügung.